# Église d'Huutoniemi
L'église d'Huutoniemi (finnois : Huutoniemen kirkko) est une église luthérienne moderne située dans le district d'Huutoniemi à Vaasa en Finlande,.

## Architecture
L'église conçue par le professeur Aarno Ruusuvuori est construite en 1964.
Elle est représentative du style moderniste et minimaliste des années 1960.
L'église offre 350 sièges et deux salles paroissiales de 120 et 100 sièges.
L'église dispose d'une orgue à 23 jeux de la fabrique d'orgues de Kangasala.
La Direction des musées de Finlande a classé l'église et son environnement parmi les sites culturels construits d'intérêt national.